# Spannungsrisskorrosion

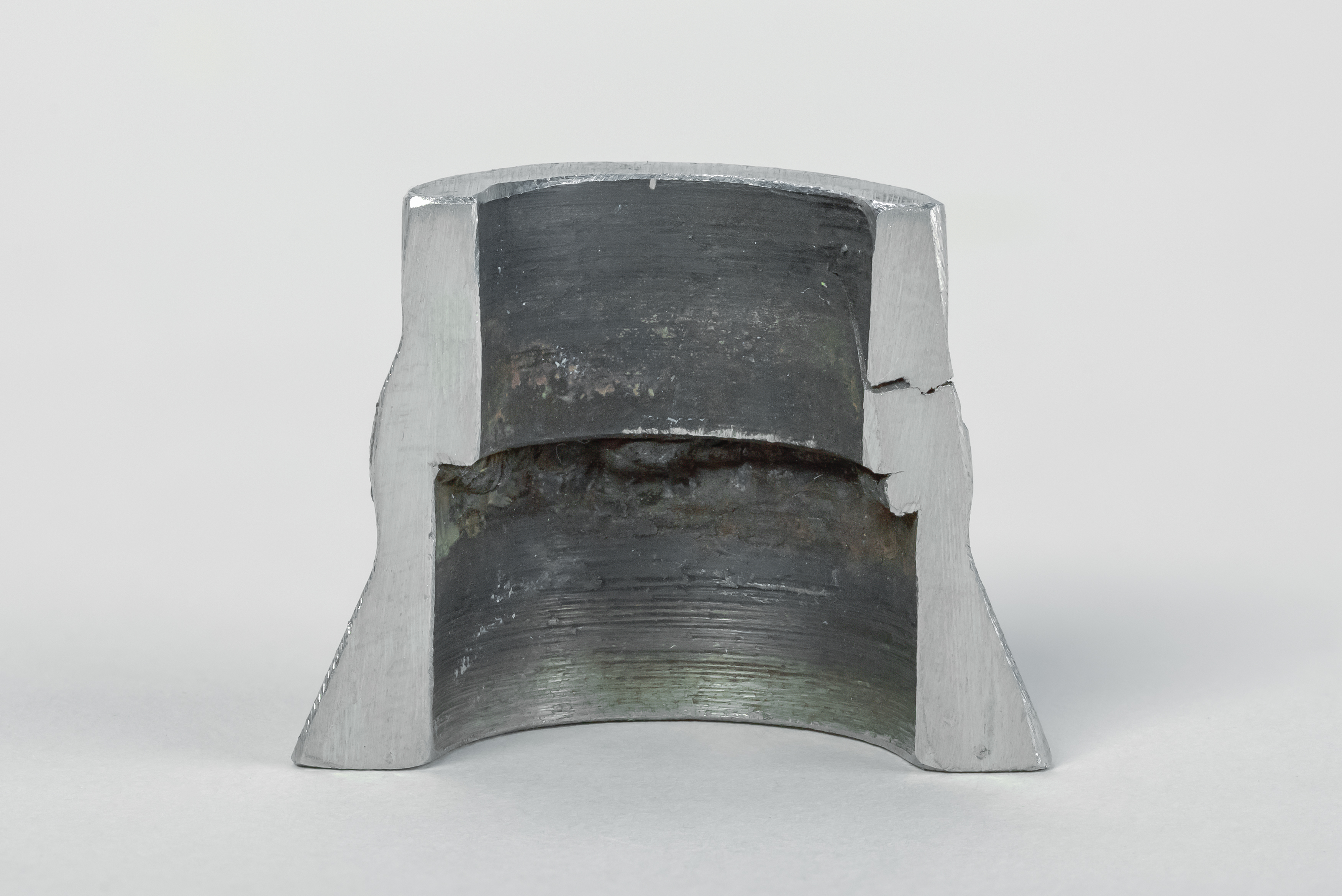
Spannungsrisskorrosion an einer Rohrleitung aus 1.4541

Spannungsrisskorrosion ist die transkristalline (durch das Gefügekorn) oder interkristalline (entlang der Korngrenzen des Gefüges) Rissbildung in Werkstoffen unter dem gleichzeitigen Einfluss einer rein statischen Zugspannung oder mit überlagerter niederfrequenter Zugschwellspannung sowie eines speziellen Korrosionsmediums. Auch Zugspannungen in Form von Eigenspannungen sind wirksam.

## Korrosionsmechanismus
Für das Auftreten von Spannungsrisskorrosion müssen drei Bedingungen erfüllt sein:
- Der Werkstoff muss einen Anriss haben
- Zugspannungen müssen vorliegen, z. B. Eigenspannungen
- Ein spezielles Elektrolyt muss vorhanden sein.

Versetzungsbewegungen führen zu Gleitstufen an der Oberfläche, welche die korrosionshemmenden Deckschichten (Passivierung), z. B. eine Oxidschicht, durchbrechen. Der spezielle Elektrolyt verhindert die Neubildung der Deckschicht, so dass der örtliche Korrosionsangriff weitergeht. Ein so entstandener Tunnel kann auch durch Ionen hervorgerufen werden, welche die Deckschicht durchdringen können.
Die Rissinitiierungszeit und die Rissfortschrittsgeschwindigkeit hängen ab von
- der Höhe der Zugspannungen; als Grenzwert wird bei Messing die sehr niedrige Zugspannung von 10 MPa angegeben.[2]
- der Konzentration des Angriffsmittels
- dem Grad der Kaltverfestigung.

Eine Zone mit hoher Versetzungsdichte wird bevorzugt anodisch aufgelöst.
Bei der Spannungsrisskorrosion (SpRK) treten im Allgemeinen keine sichtbaren Korrosionsprodukte auf. Die Trennung ist verformungsarm, das Versagen kann spontan eintreten.

## Werkstoffe
Gegen Spannungsrisskorrosion sind bestimmte Werkstoffgruppen empfindlich:
- manche Stähle
  - un- und niedriglegierte Stähle: durch Nitrate und Alkalihydroxide
  - rost- und säurebeständige austenitische Stähle: durch Chloride
  - martensitaushärtbare Stähle
  - hochfeste Stähle (z. B. für Spannbeton) unter bestimmten Umständen gegen wasserstoffinduzierte Spannungsrisskorrosion, insbesondere vom Hersteller VEB Stahl- und Walzwerk Hennigsdorf[3]
- Aluminium: durch Chloride (Meerwasser)
- manche Aluminium-Knetlegierungen
- Kupfer-Zink-Legierungen (Messing) sowie Goldlegierungen mit Zinkanteilen (Feingehalt unter 585/-) oder Nickelanteilen (hier auch bei Feingehalten über 585/-): durch Ammoniak, Amine, Ammoniumsalze, Schwefeldioxid, Stickoxide, Nitrit, Nitrat, Quecksilbersalze etc. (Schäden bis zur völligen Auflösung des Gefüges)
- Kunststoffe bei Vorhandensein von Zugspannungen und einer hohen Alkalität der Umgebung. Dies ist z. B. in der Befestigungstechnik zu beachten, wenn Kunststoffdübel (z. B. aus Polyethylen) in Betonuntergründen eingesetzt werden sollen.

Eine bedeutende Rolle haben SpRK-beständige Stähle u. a. in der Erdöl-/Erdgas-Industrie. Dort gab und gibt es nämlich häufig Fehler bei der Wahl eines geeigneten Werkstoffes in H2S-haltigen Medien. H2S ist in relativ vielen Erdgaslagerstätten zu finden oder auch im Begleitgas von Erdöllagerstätten. Es kann bereits bei sehr geringen Partialdrücken zum Versagen von Stählen führen: 600 ppm H2S können irreparable Schäden verursachen, in manchen Lagerstätten werden jedoch bis zu 20 % (d. h. 200.000 ppm) H2S gefördert. Fälschlicherweise werden noch immer häufig Legierungen wie Stähle mit 13 % Cr-Anteil verwendet. In vielen Fällen muss man jedoch zu Duplex, Super-Duplex oder ähnlich teuren Werkstoffen greifen.
Die Zeit bis zum vollständigen Durchreißen des Bauteils, also bis zum Versagen, kann zwischen Minuten und mehreren Jahren liegen. Bei Goldschmuck mit 333er-Feingehalt kann im Extremfall schon nach einmaligem Tragen ein Angriff der Legierung stattfinden.

## Unfälle
Durch Spannungsrisskorrosion hat es einige spektakuläre Unfälle gegeben:
- Die Kongresshalle Berlin („Schwangere Auster“) ist am 21. Mai 1980 wegen Spannungsrisskorrosion der Spannbeton-Stahldrähte teilweise eingestürzt,
- Am 9. Mai 1985 ist infolge von Spannungsrisskorrosion durch chloridhaltige Feuchtigkeit die Betondecke des Hallenbades in Uster/CH abgestürzt, die an Ankern aus austenitischem Stahl aufgehängt war.[6][7][8] 12 Personen starben, 19 wurden verletzt
- Am 14. Februar 2004 stürzte das Transvaal Park in Moskau wegen Spannungsrisskorrosion von Bauteilen aus nichtrostendem Stahl A4 (1.4404) ein. Es gab 28 Tote und 198 Verletzte.[9]
- Am 4. Dezember 2005 stürzte das Delphin-Schwimmbad in Chusovoy (RU) aufgrund von Spannungsrisskorrosion von Bauteilen aus nichtrostendem Stahl ein. Es kam zu 14 Toten und 38 Verletzten.[9]
- Am 1. November 2011 stürzten in der Schwimmhalle de Reeshof in Tilburg (NL) zwei Lautsprecherboxen auf ein Baby und seine Mutter, das Baby starb, die Mutter wurde an Kopf und Bein verletzt. Die Ursache war Spannungsrisskorrosion von nichtrostendem Stahl 1.4529 (Edelstahl  mit 6 % Molybdän).[9][10][11]
- Am 11. September 2024 stürzte ein Teil der Carolabrücke in Dresden wegen Spannungsrisskorrosion der Spannglieder ein.[12]

## Abhilfe
Um Spannungsrisskorrosion zu vermeiden, muss mindestens eine der drei Bedingungen vermieden werden. Man kann also:
- das Angriffsmittel (Korrosionsmedium) fernhalten; dies ist oft jedoch nicht möglich. So genügt bei Kupfer-Zink-Legierungen oft schon die allgemeine Luftverschmutzung, ein Bauernhof in der Nähe (Ammoniak aus dem Misthaufen) oder die Aufbewahrung eines ammoniakhaltigen Haushaltsreinigers in der Nähe des Bauteils. Auch im Fall „Hallenbad Uster“ (s. o. Unfälle) war die Chloridbelastung kaum zu vermeiden.
- die Zugspannungen vermeiden; auch dies ist oft nicht möglich, wie die o. g. Aufhängung der Hallenbaddecke zeigt.
- einen Werkstoff wählen, der gegen Spannungsrisskorrosion unempfindlich ist.
- Bauteile spannungsfrei glühen, insbesondere nach vorheriger Kaltverformung von >12 %.

## Untersuchung
Eine direkte Untersuchung erscheint derzeit nicht möglich. Risse oder Brüche an Spannstählen infolge Spannungsrisskorrosion lassen sich mit dem magnetischen Streufeldverfahren orten, siehe Spannstahlbruchortung.

## Normen
- DIN 50922, Ausgabe 1985-10: Korrosion der Metalle; Untersuchung der Beständigkeit von metallischen Werkstoffen gegen Spannungsrisskorrosion; Allgemeines
- DIN EN 14977, Ausgabe 2004-07: Kupfer und Kupferlegierungen – Auffinden von Zugspannungen – 5 % Ammoniakprüfung; Deutsche Fassung prEN 14977:2004
- DIN 50908, Ausgabe 1993-04: Prüfung der Beständigkeit von Aluminium-Knetwerkstoffen gegen Spannungsrisskorrosion
- DIN 50915, Ausgabe 1993-09: Prüfung von unlegierten und niedriglegierten Stählen auf Beständigkeit gegen interkristalline Spannungsrisskorrosion in nitrathaltigen Angriffsmitteln; Geschweißte und ungeschweißte Werkstoffe
- DIN 50916-1, Ausgabe 1976-08: Prüfung von Kupferlegierungen; Spannungsrisskorrosionsversuch mit Ammoniak, Prüfung von Rohren, Stangen und Profilen
- DIN 50916-2, Ausgabe 1985-09: Prüfung von Kupferlegierungen; Spannungsrisskorrosionsprüfung mit Ammoniak; Prüfung von Bauteilen
- DIN EN 14101, Ausgabe 2002-10: Luft- und Raumfahrt – Kriterien für die Werkstoffwahl zur Vermeidung von Spannungsrisskorrosion; Deutsche und Englische Fassung EN 14101:2001
- DIN EN 12502-2, Ausgabe 2005-03: Korrosionsschutz metallischer Werkstoffe – Hinweise zur Abschätzung der Korrosionswahrscheinlichkeit in Wasserverteilungs- und speichersystemen – Teil 2: Einflussfaktoren für Kupfer und Kupferlegierungen; Deutsche Fassung EN 12502-2:2004
- DIN EN ISO 196, Ausgabe 1995-08: Kupfer und Kupfer-Knetlegierungen – Auffinden von Restspannungen – Quecksilber(I)nitratversuch (ISO 196:1978); Deutsche Fassung EN ISO 196:1995
- DIN EN ISO 7539-1, Ausgabe 1995-08: Korrosion der Metalle und Legierungen – Prüfung der Spannungsrisskorrosion – Teil 1: Allgemeine Richtlinien für Prüfverfahren (ISO 7539-1:1987); Deutsche Fassung EN ISO 7539-1:1995
- DIN EN ISO 7539-2, Ausgabe 1995-08: Korrosion der Metalle und Legierungen – Prüfung der Spannungsrisskorrosion – Teil 2: Vorbereitung und Anwendung von Biegeproben (ISO 7539-2:1989); Deutsche Fassung EN ISO 7539-2:1995
- NACE TG 498. Ehemaligen Task Group für einen DIN-EN-ISO Norm für eine bessere Sicherheit in Beziehung zu Spannungsrisskorrosion von Edelstahl in Schwimmhallen.